# Daniella Ramirez
Daniella Ramirez, född 6 oktober 2001, är en amerikansk konstsimmare.

## Karriär
I juli 2019 vid panamerikanska spelen i Lima var Ramirez en del av USA:s lag som tog brons i lagtävlingen.
I juli 2023 vid VM i Fukuoka var Ramirez en del av USA:s lag som tog silver i det akrobatiska lagprogrammet och brons i det tekniska lagprogrammet. I november 2023 vid panamerikanska spelen i Santiago var hon en del av USA:s lag som tog silver i lagtävlingen.
I februari 2024 vid VM i Doha var Ramirez en del av USA:s lag som tog brons i både det akrobatiska och det fria lagprogrammet. Vid olympiska sommarspelen 2024 i Paris var hon en del av USA:s lag som tog silver i lagtävlingen.